# Dálniční most Hvězdonice

Schéma mostu

Dálniční most Hvězdonice je přemostění dálnice D1 přes řeku Sázavu u středočeské obce Hvězdonice.
Most je 462 metrů dlouhý a byl vystavěn během let 1970 až 1977 společností Stavby silnic a železnic se stavebními náklady 113 milionů Kčs.
Je nejdelším mostem celého úseku dálnice D1 Praha – Brno. Hvězdonický most leží mezi km 29,222–29,684 dálnice D1.

## Projekt
Most je tvořen dvěma samostatnými oddělenými konstrukcemi, každou pro jeden jízdní směr. Nosným systémem je dvoutrámový spojitý nosník o 9 polích z monolitického předpjatého betonu, široký jedenáct (dvanáct) metrů. Mostní konstrukce překračuje řeku ve výšce až 25 metrů a je dlouhá 462 metrů. Most byl vybudován jako první v Československu technologií výsuvné příhradové skruže. Autorem tohoto projektu byl Pragoprojekt.